# Anna Wierzbicka
Anna Wierzbicka (1938) is een Poolse taalkundige aan de Australische Australian National University. Ze is bekend door haar werk in de semantiek en de interculturele taalkunde, en vooral door de Natural semantic metalanguage (NSM).

## Werken
- What Did Jesus Mean?  Explaining the Sermon on the Mount and the Parables in simple and universal human concepts (2001)
- Emotions Across Languages and Cultures: Diversity and universals (1999)
- Understanding Cultures Through Their Key Words: English, Russian, Polish, German, Japanese (1997)
- Semantics: Primes and Universals (1996)
- Semantics, Culture and Cognition: Universal human concepts in culture-specific configurations (1992)
- Cross-cultural pragmatics: The semantics of human interaction (1991)
- The Semantics of Grammar (1988)
- English Speech Act Verbs: A semantic dictionary (1987)
- Lexicography and Conceptual Analysis (1985)
- The Case for Surface Case (1980)
- Lingua Mentalis: The semantics of natural language (1980)
- Semantic Primitives (1972)